# Индустрия программного обеспечения
Индустрия программного обеспечения — отрасль, включающая предприятия, занимающиеся разработкой и поддержкой программного обеспечения, а также охватывающие такие направления деятельности, связанные с программным обеспечением, как распространение, обучение, документирование, внедрение, консультирование.
В Международной стандартной отраслевой классификации всех видов экономической деятельности отрасль включена в подраздел «Создание программ и радио- и телевещание» как «разработка программного обеспечения (МСОК: 6201)», в описании указаны следующие направления: создание системного и прикладного программного обеспечения, баз данных и веб-страниц, заказная модификация прикладного программного обеспечения; при этом издание пакетов программного обеспечения и разработка аппаратно-программных систем вынесены в отдельные подгруппы.
Зародилась в начале 1960-х годов в период освоения электронной вычислительной техники в связи с возникновением потребностей в массовом программировании. С распространением персональных компьютеров в середине 1970-х годов рынок программного обеспечения существенно вырос, возникло большое количество компаний и организаций, занимающихся разработкой, появилось значительное количество учебных программ для вузов, готовящих специалистов для них. С конца 1990-х годов получила развитие хостинговая модель распространения программного обеспечения, трансформировавшаяся во второй половине 2000-х годов в облачную модель.
По состоянию на 2013 год мировой рынок программного обеспечения составил $407,3 млрд, крупнейшие производители — Microsoft, Oracle, IBM и SAP.